# Episodi di Kebab for Breakfast (terza stagione)
La terza stagione di Kebab for Breakfast è stata trasmessa su MTV Italia ogni giovedì alle 21.00.
| nº | Titolo originale                               | Titolo italiano                     | Prima TV Germania | Prima TV Italia  |
| -- | ---------------------------------------------- | ----------------------------------- | ----------------- | ---------------- |
| 1  | Die, in der es total beschissen weitergeht     | Volere è potere!                    | 18 novembre 2008  | 12 febbraio 2009 |
| 2  | Die, in der ich die Motorhaube nicht aufkriege | Siamo tutti sfortunati?             | 19 novembre 2008  | 12 febbraio 2009 |
| 3  | Die, in der ich nicht Anne will, sondern Jette | Io voglio questo lavoro!            | 20 novembre 2008  | 19 febbraio 2009 |
| 4  | Die, in der Schläge auch nichts bringen        | Non vorrai farmi un colloquio?      | 21 novembre 2008  | 19 febbraio 2009 |
| 5  | Die, in der ich Boris Becker bin               | Posso rimorchiare chiunque...       | 25 novembre 2008  | 26 febbraio 2009 |
| 6  | Die, in der ich wieder 17 bin                  | Non deve far ridere, è sexy!        | 26 novembre 2008  | 26 febbraio 2009 |
| 7  | Die, in der Oma ohnmächtig wird                | Accetto la scommessa!               | 27 novembre 2008  | 5 marzo 2009     |
| 8  | Die, in der ich kein Bonobo sein will          | Cercati un lavoro!                  | 28 novembre 2008  | 5 marzo 2009     |
| 9  | Die, in der Oma Big Business macht             | Mi sta prendendo in giro!           | 2 dicembre 2008   | 12 marzo 2009    |
| 10 | Die, in der Opa sich verknallt                 | Sono una professionista...          | 3 dicembre 2008   | 12 marzo 2009    |
| 11 | Die mit dem Ghetto-Spezial                     | Sono furiosa con lui!               | 4 dicembre 2008   | 19 marzo 2009    |
| 12 | Die, in der die Toten auferstehen              | Io non starò a casa a venerarti!    | 5 dicembre 2008   | 19 marzo 2009    |
| 13 | Die, in der der Papagei kommt                  | Ho ancora la nausea                 | 9 dicembre 2008   | 26 marzo 2009    |
| 14 | Die mit der guten alten D-Mark                 | Nonno devo ancora dirti che...      | 10 dicembre 2008  | 26 marzo 2009    |
| 15 | Die, in der Cem Hausmann werden will           | Siamo incinti!                      | 11 dicembre 2008  | 2 aprile 2009    |
| 16 | Die, nach der Menopause ist                    | Quel beduino del tuo papà piange... | 12 dicembre 2008  | 2 aprile 2009    |

## Volere è potere!
- Titolo originale: Die, in der es total beschissen weitergeht
- Diretto da:
- Scritto da:

### Trama
La serie riparte a due anni di distanza dalla precedente. Cathy, la migliore amica di Lena che si era trasferita negli USA, ha fatto ritorno in Germania. Sia Cathy che Lena ottengono la consegna del diploma mentre Cem dovrà ripetere l'anno. Lena parte per recarsi all'Università per frequentare la facoltà di ingegneria meccanica, sotto convinzione della madre, la quale le dice che questa scelta le è stata consigliata da un astrologo. Costa ritorna dalla Grecia, dove ha conseguito il diploma, ed apre un nuovo locale - una birreria - gestito da lui. Yagmur fraintende il discorso di Costa: mentre lei pensava che lui le volesse chiedere di sposarlo, egli invece parlava di copulare.

## Siamo tutti sfortunati?
- Titolo originale: Die, in der ich die Motorhaube nicht aufkriege
- Diretto da:
- Scritto da:

### Trama
Dopo 9 mesi Lena torna a casa, in quanto ha deciso di mollare l'università: alla madre racconterà però di avere fatto ritorno per le vacanze semestrali. Cem nel frattempo si è dato alla pazza gioia, andando a feste, ubriacandosi, e ha smesso di andare a scuola, senza però farlo sapere ai genitori. Si scopre poi che la relazione tra Cem e Ulla, in questi due anni, è finita. Costa nel frattempo non riesce a far partire gli affari del suo locale. Una mattina, Cem fa finta di andare a scuola quando in realtà rimane a casa con Lena: guardando la TV, Lena vede il programma dell'astrologo che anni prima sua madre consultò per capire quale fosse il mestiere adatto a lei; scopre così che Doris le ha mentito al riguardo e che il consiglio per il suo futuro era stato quello di seguire la strada per il giornalismo. Cem invece rivela di voler fare il rapper. Lena, una sera, vede Cem uscire con un'altra dal locale di Costa: così, per ripicca, la mattina seguente rivela ai genitori che Cem non va più a scuola: per tutta risposta Cem dice che Lena ha lasciato l'università; lei a sua volta dà la colpa alla madre di averle mentito riguardo alle previsioni del suo futuro.

## Io voglio questo lavoro!
- Titolo originale: Die, in der ich nicht Anne will, sondern Jette
- Diretto da:
- Scritto da:

### Trama
Doris decide di appoggiare Lena nel suo futuro da giornalista. Cem rivela ai genitori di voler fare il rapper e gli fa sentire un proprio pezzo. Metin non tollera questa manifestazione e decide di costringerlo a lavorare con lui in commissariato. Yagmur dice a Costa, mentendo, che di lui non ne vuole più sapere perché vuole sposare un uomo per bene. Lena spedisce il suo curriculum ad una rivista ma, essendo molto ambiziosa, anche Cathy spedisce il proprio.

## Non vorrai farmi un colloquio?
- Titolo originale: Die, in der Schläge auch nichts bringen
- Diretto da:
- Scritto da:

### Trama
Lena e Cathy ricevono la richiesta di colloquio per lo stesso lavoro e Lena si sente in forte competizione con l'amica. Cem inizia malamente il suo lavoro al commissariato. Lena fa il suo colloquio ma la responsabile che legge il suo articolo l'accusa di razzismo e la manda via, Cathy invece ottiene il posto. Yagmur contatta sua nonna per parlarle di un ipotetico ragazzo nella sua vita. Cem, arrabbiato col padre, gli scrive una lettera anonima minatoria: Metin, dopo che in commissariato sono arrivate notizie di un uomo che ha ucciso dei turchi, crede che ora la sua famiglia sia in pericolo: il finto assassino verrà però presto scoperto. Nel frattempo Mark, collega di Metin, entra nelle vicende dei nostri protagonisti, mostrandosi protettivo nei confronti di Lena, che si trova in un momento di forte contrasto con Cathy: ella le rivelerà che ha a disposizione una seconda chance di avere il lavoro tanto desiderato. Metin decide di far fare a Cem i lavori forzati e di restituirgli il denaro speso inutilmente per quanto ha commesso: con il materiale preso dal commissariato lui e Costa si fingeranno dei poliziotti e si faranno dare dei soldi dalle persone che per strada superano il limite di velocità; anche questo inganno verrà presto scoperto. Lena si prende una piccola rivincita su Cathy e usa il ragazzo che a lei piace, Mark, per farla ingelosire.

## Posso rimorchiare chiunque...
- Titolo originale: Die, in der ich Boris Becker bin
- Diretto da:
- Scritto da:

### Trama
Doris spinge Lena a cercarsi un altro ragazzo. Metin comincia ad essere più severo con Cem e gli chiede l'affitto. Doris e Diana si comportano da impiccione con Yagmur e la costringono a parlare del suo rapporto con Costa. Lena trova delle idee per il nuovo numero del giornale per cui lavora, mentre Cathy no: così Lena difende l'amica dicendo che le idee sono di entrambe. La caporedattrice concede alle due di fare un'intervista ad una signora anziana che vive con uno scoiattolino. Lena e Cathy combinano un disastro: a casa della signore Lena accidentalmente schiaccia l'animaletto, ma riesce a colpevolizzare l'amica. Il loro capo le considera infantili per questi litigi e le fa lavorare assieme affinché scontrandosi potranno dare sempre di più in ambito lavorativo. Doris sostiene che Lena deve dimenticarsi del fratellastro e la ragazza le risponde che potrebbe rimorchiare chiunque! Ma non appena vanno in discoteca, Doris rimedia ben tre numeri di telefono da giovani che la considerano una MILF mentre Lena si limita a mostrare a sua madre i ragazzi che le potrebbero piacere e sono tutti molto somiglianti a Cem. Yagmur è al locale di Costa e cerca di provocarlo, ma lui la rispetta non cadendo in tentazione: il greco chiede però alla ragazza di togliere il velo, ma lei è contraria.

## Non deve far ridere, è sexy!
- Titolo originale: Die, in der ich wieder 17 bin
- Diretto da:
- Scritto da:

### Trama
Lena va in commissariato e chiede a Mark di uscire con lei per cercare di rimpiazzare Cem, ma prima di uscire vede delle foto fatte da una telecamera piazzata fuori dalla loro casa per proteggerli dall'assassino dei turchi e nota che tutte le ragazze che frequenta Cem le somigliano, così capisce che anche lui si è fissato su un solo "schema di gioco". Lena chiede a Costa informazioni su Cem, sulle ragazze che frequenta e su delle presunte lettere che lui le avrebbe scritto in segreto e lui si lascia sfuggire che queste lettere esistono veramente. Così Lena corre a cercarle nella stanza di Cem, il quale le dice che lei non le è mai stata indifferente e cerca di baciarla, ma Lena lo blocca. Metin viene accusato di essere troppo grasso dalla moglie poiché salendo sul letto lo ha rotto: in realtà poi si scoprirà che in casa ci sono i tarli che hanno distrutto il talamo. Yagmur invita a casa un'amica di vecchia data, Asuman, appena tornata da un viaggio a Istanbul e rimane indignata vedendo che è cambiata: infatti non porta più il velo ed è vestita, secondo lei, da "poco di buono". Cem e Lena hanno un appuntamento dove lui ha cercato di ricreare l'atmosfera di due anni prima, quando entrambi avevano 17 anni e quando sul letto Lena lo bacia, Cem per tranquillizzarla le dice di essere ancora vergine. Yagmur decide di togliere il velo per Costa e chiede al ragazzo di toccarle i capelli: così il loro rapporto ha una svolta migliore per il futuro.

## Accetto la scommessa!
- Titolo originale: Die, in der Oma ohnmächtig wird
- Diretto da:
- Scritto da:

### Trama
In casa arriva la nonna paterna che, appena vede la nipote senza il velo, sviene; ha un altro collasso quando scopre che la ragazza sta con un greco e inizia poi a comandare tutti a bacchetta. Lena e Cathy si riavvicinano, non appena la prima dice all'amica di aver fatto l'amore con Cem, ma Cathy reputa Cem uno stupido: Lena si arrabbia e vuole dimostrarle che Cem non lo è, così scommette 50 € che al brunch della caporedattrice lui si comporterà bene per almeno 30 secondi; la scommessa la perde perché Cem al ventinovesimo secondo fa un rutto potentissimo. Yagmur è al locale di Costa e tra loro comincia una discussione più "intima": la ragazza si sente sotto pressione, così si spoglia e beve dell'alcol, ma per farla smettere Costa le tira uno schiaffo. Intanto Costa continua a non essere ben accetto dalla nonna di Yagmur. Viene poi rivelato cos'era successo due anni prima quando, al termine della seconda serie, i due erano scappati insieme per la Grecia: in un'area di servizio dove si erano fermati prima di partire, Metin era riuscito a rintracciarli. Costa arriva a casa di Yagmur e parla di quanto ama la ragazza con Metin, Doris e la nonna; successivamente le rimette il velo e le chiede di sposarlo!

## Cercati un lavoro!
- Titolo originale: Die, in der ich kein Bonobo sein will
- Diretto da:
- Scritto da:

### Trama
Cem e Lena ormai risolvono i loro conflitti solo con il sesso e a lei viene il dubbio che tra loro ci sia solo passione fisica e nient'altro. Il nonno dice di sentirsi poco bene ma nessuno lo ascolta; Yagmur spiega che senza la benedizione della nonna non può sposarsi, così Doris cerca un dialogo con la nonna ma lei le dice che non è d'accordo con il matrimonio e che le tedesche sono prostitute perché troppo emancipate ed usano la macchina per andare nei quartieri a luci rosse. Al lavoro Lena viene incaricata di intervistare un conduttore, Alfonso, e Cathy le salva il numero sul suo cellulare. Cem vede che sul cellulare di Lena arriva un messaggio da questo Alfonso così e decide di seguire con Costa il giorno dopo Lena al lavoro: Lena lo scopre e gli dice che potrebbe occupare il suo tempo trovandosi un lavoro, invece di danneggiare quello degli altri. A casa Doris si accorge che la nonna ha usato la sua macchina, e anche la playStation di Cem.
Cem si dà da fare e cerca un lavoro per accontentare Lena, ma l'unico che trova è in una rosticceria: per non dirlo alla ragazza finge di fare il manager nel settore alimentare. Il secondo giorno di lavoro, Cem risponde male al suo capo, che lo licenzia; ma un suo collega nota la sua maglietta con un marchio firmato, rammendatogli dalla nonna: così gliene ordina uno scatolone intero e gli offre 20 € per ognuno. Diana e Doris tendono un tranello alla nonna e, facendo sembrare di essere ubriache, fingono che ci sia stato un incidente che ha coinvolto Yagmur e Metin e che devono andare all'ospedale: la nonna rivela così di essere stata lei ad usare la macchina; svelato la sua finta maschera da nonna tradizionale, poco dopo accetterà anche il matrimonio tra la nipote e Costa. Il nonno lamenta ancora un dolore lancinante al petto, ma questa volta cade a terra senza sensi.

## Mi sta prendendo in giro!
- Titolo originale: Die, in der Oma Big Business macht
- Diretto da:
- Scritto da:

### Trama
Cem fa trovare a Lena dei regali dovunque, visto che ora riesce a pagarseli con la vendita illegale di magliette contraffatte ad opera della nonna Anne ignara. Lena vuole sapere in quale ristorante lavori Cem, e lui le dice il primo che gli salta all'occhio da un giornale, e quando Lena lo racconta a Cathy, lei è scettica e convince l'amica a recarsi a quel ristorante, infatti questo è chiuso per un controllo sanitario così Lena si sente presa in giro alla grande. La nonna ha confezionato un bel po' di magliette contraffatte per Cem e lui dice a Costa che le rivende a non meno di 20 € ad un polacco, così potrà guadagnare 1000 €. Il nonno torna dall'ospedale e informa Doris di aver avuto un infarto ma a lei non importa perché è convinta che lui stia simulando tutto, al contrario di Diana che cerca di prendersene cura il più possibile. Lena e Cathy seguono Cem e Costa e li vedono parlare con un tizio, così si intromettono nella discussione e il polacco con cui stanno facendo affari cerca di convincere Lena che Cem non è disoccupato ma è diventato il dirigente dell'albergo a 5 stelle Metropolis. Cem si fa trovare all'hotel con grande sorpresa di Lena e non solo, le dimostra con l'aiuto del polacco, che lui è "davvero" il dirigente visto che il personale gli dà il benvenuto, inoltre le fa credere che ci sono delle celebrità nella suite, per esempio Enrique Iglesias, e lei ne rimane impressionata.
Cem persuade la nonna a confezionare altre magliette contraffatte ma non le svela la verità su queste, ma lei pochi minuti dopo scopre ugualmente la truffa, rispondendo ad una telefonata del polacco che richiede dei top di Gucci per le donne di un bordello, così Cem e Costa la convincono a fare affari con loro, ma lei accetta solo se le offriranno il 60%. A casa tutti si congratulano con Cem per il suo nuovo lavoro da dirigente, e Lena pensa di non meritarsi un ragazzo così fantastico visto che lei si sente una fallita non avendo ancora concluso nulla con la rivista. Doris va in bagno e trova il nonno che non riesce nemmeno ad alzarsi e a fare i suoi bisogni da solo, così gli dà una mano nonostante lei non lo abbia mai dimostrato quanto gli voglia bene, anche se in questo caso la gentilezza che usa col padre la fa diventare una sfida personale con la sorella. Ma dopo qualche giorno passato a dormire pochissimo sul divano per aiutare il padre, Doris impazzisce e distrugge mezza cucina perché non si sente all'altezza della situazione di ricucire il rapporto col padre, e Metin cerca di consolarla. Ma dopo qualche giorno ancora Doris è esausta e sbatte la testa sulla vasca da bagno, così Metin e Diana le consigliano di portarlo in una casa di cura ma lei si oppone e continua ad aiutarlo. In redazione le cose vanno male, non ci sono scoop, ma Lena spiega a Yette che il suo ragazzo lavora in un albergo dove alloggia Enrique Iglesias, così lei decide di tornare in pista assieme alle ragazze con questo reportage.

## Sono una professionista!
- Titolo originale: Die, in der Opa sich verknallt
- Diretto da:
- Scritto da:

### Trama
Lena avvisa all'ultimo momento che andrà in albergo da Cem per 
intervistare Enrique Iglesias e lui chiede aiuto al polacco che gli chiede altre magliette per questo favore, così Cem riesce ad intrufolarsi prima delle tre scatenate giornaliste nella suite e la mette a soqquadro, in più si finge il cantante infilandosi sotto la doccia, ma pensa di essere nei guai perché prima di essere cacciate, le ragazze riescono a fotografare Cem nella doccia. Cem convintissimo di essere stato colto in flagrante ad ingannarle, è ponto a scusarsi con Lena per il guaio che ha combinato, ma lei è riuscita a fotografare solo il lato b di Cem, quindi non si era accorta che fosse lui, che sta volta l'ha scampata bella, e la consola perché lei pensa di essere a rischio di licenziamento. La nonna si è proclamata capo nell'attività illegale e spiega ai ragazzi che vuole mettersi in proprio, ma lei non ha più intenzione di cucire, così insegna a loro come si fa, ma essi non se la cavano bene, anzi sono un vero e proprio disastro, almeno Cem, mentre Costa secondo lei fa un buon lavoro. A casa Lena è disperata e non sa proprio a cosa ispirarsi per il suo articolo, e mentre lei pensa ad un pezzo sui panini, Diana e Doris dicono al nonno che forse è meglio se lo fanno andare in una casa di riposo. Lena finalmente si sente realizzata perché dà un'idea a Yette per il prossimo numero della rivista.
Intanto la nonna tratta con il polacco chiedendogli il 20% in più altrimenti loro si metteranno in proprio, ma tutto ciò all'insaputa di Cem e Costa, che vogliono bruciare tutto, e ovviamente la nonna li fa ricredere dicendo che avrebbe spiegato tutto alle loro ragazze. Lena per l'articolo sugli "stranieri delinquenti" va in commissariato da Metin per ispirarsi. Torna a casa e fa leggere l'articolo ma Metin, Yagmur e Cem ne restano insoddisfatti perché Lena nell'articolo tratta tutti gli stranieri come delinquenti, ma Cem si arrabbia immedesimandosi nell'articolo di Lena, tutto perché costretto dalla nonna a continuare gli affari loschi. Doris e Diana fanno vedere l'ospizio al padre e lui inizialmente odia quel posto, ma poi dice di volerci restare perché ha conosciuto una donna di cui si è invaghito, ma le figlie lo portano via vedendo che i vecchietti vengono trattati male. Cem è intenzionato a bruciare tutto, ma la nonna cerca di opporsi ancora anche se arriva il polacco proprio a casa Schneider e spacca con una mazza da golf metà casa, così i ragazzi chiamano Metin, che non solo fa arrestare il polacco ma anche loro!! Lena nel frattempo strappa il pezzo sugli stranieri anche se a Yette era piaciuto tanto, ma quando la ragazza torna a casa quasi si pente di ciò che ha fatto vedendo il suo ragazzo in manette.

## Sono furiosa con lui!
- Titolo originale: Die mit dem Ghetto-Spezial
- Diretto da:
- Scritto da:

### Trama
Lena è arrabbiata con Cem e purtroppo per lui non è l'unica, perché tutti a tavola ce l'hanno con lui, specialmente Metin, che lo informa della possibilità di finire in galera per minimo tre e massimo cinque anni, per questo lui e Costa devono partecipare alla sentenza il giorno dopo. Le ragazze sono furibonde e non vogliono saperne di perdonarli, ma Doris cerca di convincerle che loro cercavano solo di farle felici trovandosi un'occupazione, anche sbagliata, quindi devono dare ai propri ragazzi il loro sostegno per l'udienza. La nonna è in camera e telefona al nipote dicendo che Metin la vuole cacciare di casa e l'ha anche minacciata, così lui dice che sarebbe corso a prenderla. Doris procura al padre delle lezioni di yoga come riabilitazione ma lui fa di tutto per mandarla via, addirittura chiama l'ufficio immigrazione, e spiega alla figlia che fa tutto ciò perché vuole tornare all'ospizio. Cathy porta a Yette le foto di Cem e Costa in manette per scrivere il pezzo, ma Lena non è molto convinta che questo sia giusto. Arriva Erol, il cugino di Metin, e lo accusa di essere troppo tedesco e di essersi dimenticato delle sue radici così finiscono per litigare e Metin caccia via sia la nonna che il cugino. Cathy cerca di convincere Lena che hanno fatto bene ad usare le foto dei due ragazzi, ma Lena ripensa alle parole di Doris che le ha consigliato di stare vicino a Cem in questo brutto momento.
Il nonno comincia yoga controvoglia, così Doris sale in soffitta e cerca di convincerlo provandoci anche lei ma si sente dire di essere più incastrata del nonno. Cem e Costa fantasticano sulla galera ma, mentre il primo è spavaldo (a suo dire, bisogna solo avere i muscoli per difendersi), il secondo si dimostra più preoccupato anche per la reazione di Yagmur. Quest'ultima prega che il suo ragazzo non finisca in prigione mentre Lena si immagina un'evasione dei due ragazzi. Costa spiega a Yagmur che secondo Cem bisogna prepararsi a dovere per la prigione, così la ragazza dà la colpa al fratello di mettergli in testa queste stupidaggini, mentre Lena si oppone fermamente. Doris è molto preoccupata per i ragazzi ma crede che la storia della prigione non sia vera in quanto Metin vuole solo spaventare Cem. Il giorno dopo i ragazzi si presentano in cucina tutti vestiti bene per andare in tribunale e Cem, nonostante si dimostri spavaldo, è molto spaventato; prima di uscire, Yagmur si dimostra molto preoccupata tanto da piangere mentre Lena non lo è per niente. Il nonno dice che sta uscendo per andare dal falegname, mentre in realtà andrà a trovare la sua amica all'ospizio e consiglia a Doris di continuare lei la terapia di yoga. Yagmur e Doris sono a casa molto agitate, mentre Lena non lo è particolarmente; appena squilla il telefono pensano che siano i ragazzi: è la ragazza dell'ospizio che chiede di venire a riprendere il nonno.
Le donne sono sempre più agitate, ma poco dopo arrivano i ragazzi e spiegano che non andranno in galera e sconteranno la loro pena coi servizi sociali, lavorando all'ospizio (Metin sapeva tutto sin dall'inizio). Cem e Lena parlano del lavoro all'ospizio e lei crede che lui abbia finalmente un'altra chance e che debba sfruttarla. Poco dopo entra Cathy che fa vedere a Cem l'articolo con le loro foto e lui invece di mostrarsi arrabbiato per il torto che la sua ragazra gli ha fatto considera un torto il fatto che lei lo abbia censurato, così lui non avrà visibilità! Doris riprova a fare yoga ma il nonno è sempre messo meglio di lei, tanto che inizia a sentirsi invecchiata. Cem prende sul serio la storia dell'articolo così si fa fare delle foto segnaletiche da Costa per acquistare più credibilità. Doris è in sala con Yagmur e Lena e spiega loro che secondo lei Cem si comporta così per la morte di sua mamma, ma Lena dice di non voler stare più con lui se non cambierà atteggiamento e lui sente queste parole. Doris sta riguardando le foto della sua gioventù ed entra il nonno che le dice di non aver paura della vecchiaia perché prima o poi tocca a tutti ed anche che per lui è arrivato il momento di andare all'ospizio. Mentre Lena sta facendo il bagno e parla al telefono con l'amica, entra Cem che la lascia per le parole che ha detto poco prima alla madre: la ragazza resta inerme davanti alla sua reazione.

## Io non starò a casa a venerarti!
- Titolo originale: Die, in der dir Toten auferstehen
- Diretto da:
- Scritto da:

### Trama
La mattina dopo Lena pensa che Cem verrà da lei a scusarsi e infatti lui entra e si scusa non solo a parole ma anche col sesso e Yagmur scandalizzata scappa di sotto. Yagmur prepara da mangiare a Costa, ma Lena non vuole essere la schiava di Cem quindi non gli prepara nulla. Il nonno è all'ospizio mentre arrivano Cem e Costa che si fanno spiegare dalla tizia dell'ospizio com'è il lavoro, e dice loro che non devono far agitare i vecchietti, infatti lei li imbottisce di farmaci calmanti. Poi vedono il nonno che gli dice di essersi innamorato di una donna. Nel frattempo Cem dice a Costa che non vuole essere comandato a bacchetta da Lena quindi non comprerà la rivista dove c'è il suo articolo. Yette dà le copie della rivista a Lena e Cathy, così le portano a Metin, e lui gradisce il pezzo. Arriva Mark e si congratula con Lena per l'articolo, ma a lei dà fastidio, così Cathy ci prova spudoratamente ma a lui piace Lena. Costa e Cem all'ospizio si accorgono che il nonno è immobile e Cem ci resta male per come vengono trattati gli anziani, così lo dice a Doris ma lei non sembra preoccuparsi. Yagmur coccola Costa in tutti i modi addirittura con un massaggio, e intanto Doris chiede a Cem se lei è sexy e lui non le risponde molto bene. Arriva Lena che chiede a Cem se gli è piaciuto l'articolo ma lui non avendolo comprato non lo ha letto anzi si altera e la fa rimanere male, anche se dopo lui capisce di averla ferita e va a scusarsi dicendole che le farà le coccole ma soltanto più tardi perché ha i turni serali all'ospizio. Ma in realtà Cem e Costa non sono all'ospizio ma al loro posto perché Cem vuol fare aspettare Lena per farla diventare più dolce come la sognerebbe lui.
Lena intanto è a casa che lo aspetta. Doris è in bagno e chiede a Metin se lei è vecchia e lui le dice che non gli importa perché vuole il suo cuore ma lei si sente offesa, così disperata decide di provare anche le creme testate sugli animali nonostante non sia d'accordo. Doris parla con Cem e lui spiega che tratta male Lena perché così lei la smette di avere pena per lui e Doris gli consiglia di fare qualcosa di eroico per dimostrarglielo, così a Cem viene l'idea di diminuire le dosi delle pillole agli anziani della casa di riposo, e non si limiterà solo a quello, farà vedere un film hard così tutti si rianimeranno. Doris si reca in una profumeria e chiede delle creme testate sugli animali destando l'ironia di una donna colma di botox. Lena torna a casa e trova Mark che prende una scusa solo per vederla. La tizia dell'ospizio scopre cosa hanno fatto Cem e Costa e decidono di giocarsi le pillole a strip poker, e alla fine la ragazza un tantino ubriaca ci prova con Costa. Lena è a casa con Mark e lui le esprime come al solito i suoi sentimenti celati, ma lei gli dice esplicitamente che vuole stare con Cem ma lui la bacia nello stesso istante in cui arriva Cem, così andato via il poliziotto, i due fidanzati si mettono a discutere animatamente e Cem rompe la TV. Yagmur dice a Lena che la donna deve cedere ma Lena è fermamente contraria a questa affermazione. Yagmur va da Costa all'ospizio per portargli altro cibo ma arrivata li lo vede che balla mezzo nudo con la tizia dell'ospizio in modo equivoco, così scappa piangendo.

## Ho ancora la nausea
- Titolo originale: Die, in der der Papagei kommt
- Diretto da:
- Scritto da:

### Trama
Lena è arrabbiata che Cem perché l'ha lasciata e Cathy le chiede di non illudere Mark per ripicca nei confronti di Cem. Cem è all'ospizio spiega a Costa che con Lena ha chiuso, quando l'infermiera fa una proposta indecente a Costa e lui rifiuta. Il nonno chiede ai ragazzi di fornirgli il viagra per fare faville con la donna di cui si è infatuato. In redazione Lena è al telefono con Yette, che dopo qualche secondo incomincia a sbraitare, così Lena esce con Caty e abbandona il telefono quando arriva Mark che offre a Lena un passaggio e ovviamente si aggrega anche Cathy. Metin esce dalla cucuina con in mano una teglia di lasagne ma appena vede Doris con le labbra ingrossate dal botulino resta esterrefatto e il pasto gli cade per terra. Lena non è molto interessata al fatto che Mark racconti la storia con la sua ex, mentre Cathy sì, anche se viene cacciata dalla macchina dal poliziotto che chiede un bacio a Lena, ma lei gli dice che non vuole perché ha un rapporto complicato con Cem, ma appena lo vede passare davanti all'auto lo bacia senza pensarci e Cem ci resta malissimo così se ne va, ma Lena subito dopo il bacio con Mark vomita.
Lena spiega a Cathy che ha baciato Mark solo per far ingelosire Cem, quando arriva Yagmur che cerca di parlare con Lena di Costa ma lei non l'ascolta e come se non bastasse entra anche Cem che chiede a Lena se le è piaciuto baciarsi con Mark così lei va sul pesante e allude di averci fatto ben altro, e lui scappa infuriato. Lena finalmente ascolta Yagmur che dice d'aver visto Costa ballare con l'infermiera dell'ospizio, ma la ragazza non fa in tempo a risponderle vedendo Doris con due canotti al posto delle labbra e fa cadere il piatto che teneva in mano. Poco dopo tutti quanti sono a cena, compreso Costa, e nessuno riesce a distogliere lo sguardo sconvolto dalle labbra di Doris, ma lei vuole farsi ancora iniettare il botox in altri punti del viso, così Lena e Cem cominciano a insultarsi ma poi deridono Doris perché non riesce nemmeno a bere e Metin si infuria tantissimo. I ragazzi a tavola iniziano a delirare ma Doris non riesce ad urlare così si mette a parlare con le ragazze nella loro stanza. Yagmur spiega la sua situazione e Doris cerca di darle qualche consiglio, in primis di chiedere spiegazioni al ragazzo anche se lei preferirebbe non sapere se è stata tradita.
Alla fine va a parlargli e dice che lui è tutto il suo futuro, senza di lui la sua vita è senza senso. Lena entra in camera di Cem e discutono sulle loro vite lavorative, così Cem crede che lei non lo voglia solo perché è un gradino sopra di lui, così ci sta provando con Mark ma lei nega e spiega che è stata solo una messinscena, ma a Cem non importa così Lena gli dice che non hanno nulla in comune come Spiderman e Mary Jane: lui esce dalla stanza, lei non si sente bene e vomita sulla sua Playstation. Metin discute sulle labbra di Doris e coinvolgono anche Diana, ma la donna lo ha fatto perché vuole solo sentirsi più giovane, anche se secondo Metin bisogna sentirsi giovani nell'anima. Il nonno arriva a casa con la sua donna e paga Cem e Costa per controllare che lui e la sua compagna possano "divertirsi" senza che nessuno entri, ma tutti se ne vanno in ogni caso. In camera di Lena entra Cathy che ha portato all'amica i test di gravidanza, poiché secondo il farmacista i suoi sono sintomi di una donna incinta e infatti è così ma lei non vuole crederci soprattutto perché pensa che Cem non la capirebbe, così usa altri 20 test ma il risultato è sempre positivo. I due ragazzi sono fuori dalla porta a controllare i due amanti e intanto Costa spiega di non voler essere così tanto respondabile della vita di Yagmur, preferendo che lei concludesse gli studi e trovasse la sua strada.

## Nonno devo ancora dirti che..
- Titolo originale: Die mit der guten alten D-Mark
- Diretto da:
- Scritto da:

### Trama
Il nonno e la sua compagna sono felici ma ad un certo punto lui non si sente bene, anche se non ha preso il viagra! Lena pensa che nessuno la possa capire ma tutto d'un tratto entra Mark, che lei considera "maturo": appena gli dice di essere incinta, chiedendogli consiglio, lui suggerisce l'aborto e lei non vuole più nemmeno vederlo. Metin e Doris corrono a casa con l'ambulanza e il dottore dice che il cuore del nonno è oramai debolissimo, che così esprime il desiderio di non morire in ospedale ma a casa con tutti i suoi parenti vicino. Costa cerca di convincere Yagmur a prendere in mano il suo futuro e lo dice per il suo bene, ma lei fraintende, credendo che lui non l'accetti per la persona che è. Lena vomita, quando entra Cem e cerca di parlargli ma lui non vuole assolutamente. Anche Cathy a questo punto consiglia a Lena di abortire ma lei vuole ancora opporsi. Tutti sono a tavola e Lena cerca di dire di essere incinta ma viene interrotta dalle attenzioni di tutti per il nonno, il quale vuole che tutti - tranne la sua compagnia - siano vicini a lui quando morirà. Cathy suggerisce alla sua migliore amica dice di parlarne con la mamma o con Cem, ma secondo lei Cem non può capirla. All'ospizio i due ragazzi devono sistemare la stanza di un uomo morto il giorno prima e mentre rifanno il letto trovano molti soldi sotto al materasso.
Lena e Doris accudiscono il nonno ma appena la donna scende, sembra che lui si stia sentendo male così Lena gli confida di essere incinta, ma a quel punto l'anziano rinviene. Yagmur sta studiando per Costa e ha anche intenzione di fare sport per lui. Metin legge al nonno Moby Dick ma lui vuole sentirsi leggere Mein kampf, il libro di Adolf Hitler ma l'uomo si rifiuta, così sale in stanza Doris ma il nonno non sta bene e vengono chiamati tutti, tuttavia si tratta solo un falso allarme: in realtà egli aveva solo andare in bagno. Lena vuole che Cem capisca solo guardandolo negli occhi che lei è incinta invece lui pensa che lei pianga per Mark. A notte fonda Lena si reca in camera di Cem e fantastica su come sarà il loro bimbo, gli mette la sua grande mano sulla pancia e si immagina che lui voglia fare il padre in stile Medioevo. Torna nella sua stanza e chiama Cathy chiedendole di stare al telefono perché pensa di avere già le doglie ma dopo un po' si addormenta mentre Cem si sveglia e stavolta si reca lui in camera di Lena. La copre, la guarda sfiorandola, s'immagina di salvarla da un molestatore e di baciarla come l'Uomo Ragno. Cem si accorge del telefono sotto il suo viso, lo prende e chiede a Cathy cos'ha Lena che alla fine gli dice la verità, per cui lui scappa in camera, mentre Lena si sveglia senza essersi accorta di nulla.
Il giorno dopo Caty dice all'amica di aver detto tutto a Cem: quest'ultimo spiega tutto a Costa, ma crede che Lena sia incinta di Mark. Cem, appena vede Lena, le dice di abortire ma lo fa soltanto perché pensa che sia figlio del giovane poliziotto. Costa e Cem parlano ancora della strana situazione, ovvero che Cem sarebbe un buon padre e vuole una famiglia ma non sa se riesce a crescere un figlio non suo. Così Cem cerca Lena a casa per spiegarle che vuole starle vicino ed aiutarla col bimbo nonostante non sia suo ma non la trova, così chiama Cathy e gli dice che l'amica è andata ad abortire ma lui sembra non volerlo più. Il nonno, che è al corrente di dove sia la nipote, la chiama e riesce a convincerla a non fare quel passo, anche perché la sua anima potrà reincarnarsi nel suo bambino, ma subito dopo aver chiuso il telelefono muore. Tutti i cari al nonno sentono un soffio di vento, ovvero la sua anima, e questa più di tutte invade Lena come per entrare in lei. Doris sale dal padre ma vede che oramai non c'è più nulla da fare e gli sussurra piangendo che gli voleva bene nonostante tutti i loro litigi. Costa porta i soldi a Metin che ne rimane sorpreso, ed anche a loro arriva il soffio dell'anima del nonno. Lena sta camminando e tiene la bici in mano, quando Cem la raggiunge e le dice che non deve abortire; ha capito che vuole solo stare con lei e non gli importa che il bimbo non sia suo, ma lei lo lascia sorpreso quando gli dice che il bambino è suo. Cem è al settimo cielo, bacia e abbraccia la sua amata futura neo-mamma.

## Siamo incinti!
- Titolo originale: Die, in Cem Hausmann werden will
- Diretto da:
- Scritto da:

### Trama
Il nonno di Lena ha lasciato una videocassetta in cui dice di volere che le sue ceneri diventino un diamante e rivela il segreto di Cem e Lena. Tutti sono sbalorditi, ma Doris e Metin decidono che Cem dovrà stare in casa ad occuparsi del bambino mentre Lena continuerà a lavorare per diventare una manager. La sua superiore, infatti, si presenta a casa di Lena con un forte esaurimento nervoso e dà a Lena la possibilità di diventare il nuovo capo della rivista giornalistica. Giunta la sera Lena racconta la sua giornata lavorativa a Cem, che però si addormenta subito, stanco morto. Lena fa un incubo in cui è una donna in carriera che, tornata a casa per il compleanno della figlia, la scambia con un'altra bambina. Cem la rassicura, ma lei si domanda se quella carriera sia veramente quello che vuole. Costa, intanto, ha deciso di diventare un designer e visto che nessuno gli crede, compresa Yagmur, decide di fare da solo anche i vestiti, facendoli provare a Doris e a sua sorella. Entrambe, decidono inoltre di togliere dalla mansarda tutti gli oggetti del padre defunto.

## Quel beduino del tuo papà piange...
- Titolo originale: Die, nach der Menopause ist
- Diretto da:
- Scritto da:

### Trama
Cem si esercita a cambiare i pannolini sotto lo sguardo preoccupato di suo padre, nel frattempo arriva Lena che gli dice di andare a fare l'esame per la scuola di Polizia dato che lei si è licenziata dal giornale e ha deciso di fare la mamma. Cem passa l'esame e sono tutti contenti fuor che Doris. Passano cinque mesi, e mentre Lena e sua madre vanno a fare l'ecografia di controllo, Doris rivela che è un maschio, quando invece Lena non lo voleva sapere. Le due discutono appena arrivate a casa e, senza volerlo, Cem saprà che suo figlio sarà un maschio, "un piccolo Turco", cosa che lo rende felicissimo. Cem e Lena hanno problemi a fare l'amore, così Cem chiede aiuto a Doris provocando però l'ira di Lena. Lei infatti è sempre più nervosa a causa degli ormoni e quando la sua amica Cathy arriva con il giornale che parla delle scelte delle donne Lena va in paranoia. Yagmur passa l'esame di maturità, ma nessuno se ne accorge, compreso Costa, che è impegnato a fare il designer.
Il giorno dopo, infatti, litigano, con tanto di schiaffo da parte di Yagmur, sia perché Costa si è dimenticato di andare alla festa di maturità della fidanzata sia perché Costa si inventa che le sue modelle sono delle racchie, quando invece sono delle bellissime ragazze. Yagmur, decide di andare in Turchia dalla nonna proprio mentre riceve un pacco da parte di Costa contenente un vestito realizzato da lui proprio apposta per lei. All'inizio Yagmur fa la sostenuta, ma poi rimane affascinata dal suo gesto romantico. Arriva il giorno della sfilata di Costa e Yagmur sembra non presentarsi, quando invece arriva a sorpresa indossando l'abito fatto da Costa, ovvero il vestito da sposa. Alla fine Yagmur perdona Costa e la sfilata ha successo. Al termine della sfilata a Lena si rompono le acque e viene portata in ospedale. Durante il parto, Lena sviene e ripensa a tutta la sua vita. Al suo risveglio Cem ha in braccio il loro figlio e si commuove. Doris ha un ritardo e pensa di essere incinta anche lei, mentre invece scoprirà di essere entrata in menopausa. Tutta la famiglia conforterà Doris e in particolare sua figlia Lena le starà vicino. È passato qualche mese e Cem è diventato un poliziotto effettivo, Yagmur sta studiando per diventare una interprete, l'attività di Costa va a gonfie vele e tutti sono felici e contenti.